# Giliastrum castellanosii
Giliastrum castellanosii là một loài thực vật có hoa trong họ Polemoniaceae. Loài này được J.M.Porter mô tả khoa học đầu tiên năm 2000.